# Xian de Faku
Le xian de Faku (法库县 ; pinyin : Fǎkù Xiàn) est un district administratif de la province du Liaoning en Chine. Il est placé sous la juridiction de la ville sous-provinciale de Shenyang.

## Démographie
La population du district était de 441 753 habitants en 1999.